# NGC 4278
NGC 4278 (również PGC 39764 lub UGC 7386) – galaktyka eliptyczna (E1), znajdująca się w gwiazdozbiorze Warkocza Bereniki. Odkrył ją William Herschel 13 marca 1785 roku. Jest to galaktyka aktywna klasyfikowana jako galaktyka Seyferta typu 1 lub LINER.